# Erik Nedeau
Erik Nedeau (* 30. August 1971) ist ein ehemaliger US-amerikanischer Leichtathlet, der sich auf den Mittelstreckenlauf spezialisiert hat. Seinen größten Erfolg feierte er mit dem Gewinn der Bronzemedaille über 1500 Meter bei den Hallenweltmeisterschaften 1995 in Barcelona.

## Sportliche Laufbahn
Erik Nedeau wuchs in Maine auf und absolvierte ein Studium an der Northeastern University. Erste internationale Erfahrungen sammelte er im Jahr 1995, als er bei den Hallenweltmeisterschaften in Barcelona in 3:44,91 min die Bronzemedaille im 1500-Meter-Lauf hinter dem Marokkaner Hicham El Guerrouj und Mateo Cañellas aus Spanien gewann. Er bestritt bis 2014 weiter Wettkämpfe auf nationaler Ebene, konnte sich aber für keine weiteren Meisterschaften qualifizieren.
1995 wurde Nedeau US-amerikanischer Hallenmeister über die Meile.

## Persönlichkeiten
- 800 Meter: 1:46,19 min, 24. Juni 1992 in New Orleans
  - 800 Meter (Halle): 1:47,81 min, 11. Februar 1995 in Boston
- 1000 Meter (Halle): 2:19,18 min, 28. Januar 1995 in Boston
- 1500 Meter: 3:38,24 min, 30. Juli 1995 in Rhede
  - 1500 Meter (Halle): 3:44,91 min, 11. März 1995 in Barcelona
  - Meile (Halle): 3:57,28 min, 25. Februar 1995 in Fairfax